# Sopenilla
Sopenilla es un núcleo urbano del municipio de San Felices de Buelna (Cantabria, España). En el año 2023 contaba con una población de 149 habitantes (INE). Se encuentra situada a 70 metros de altitud sobre el nivel del mar, y a 2 km al norte de la capital municipal, Rivero. Celebra la festividad de Santiago Apóstol el día 25 de julio. Es una de las localidades que en 1822 formó el primer municipio constitucional de San Felices de Buelna. 
En esta zona de Sopenilla se encuentra uno de los castros del macizo de Tejas-Dobra, protegidos mediante Acuerdo de Consejo de Gobierno de 31 de agosto de 2006, por el que se declaran bien de Interés Cultural, con la categoría de zona arqueológica, «Los Castros del Monte Dobra», en el término municipal de San Felices de Buelna; en concreto está dentro del término de Sopenilla Las Lleras, un castro fortificado. Las Lleras o Sopenilla está situado en una pequeña elevación sobre la ladera meridional del macizo del Dobra. Es una muralla de caliza, prácticamente derrumbada que rodea por el oeste, norte y este una planicie. Desde la localidad de Sopenilla puede subirse, a través de una pista, hasta la Mina Monte Tejas, y de allí al Pico Dobra, ruta que discurre por este murallón rocoso de la parte sur del macizo del Dobra.